# Ísak Þorvaldsson
Ísak Þorvaldsson (Mosfellsbær, 1 de mayo de 2001) es un futbolista islandés que juega en la demarcación de delantero para el Lyngby BK de la Primera División de Dinamarca.

## Selección nacional
Tras jugar en varias categorías inferiores de la selección, finalmente debutó con la selección de fútbol de Islandia el 6 de noviembre de 2022. Lo hizo en un partido amistoso contra Arabia Saudita que finalizó con un resultado de 0-1 a favor del combinado saudita tras un gol de Saud Abdulhamid.

## Clubes
| Club                          | País       | Año       | Partidos | Goles |
| ----------------------------- | ---------- | --------- | -------- | ----- |
| Fleetwood Town F. C. (cedido) | Inglaterra | 2020      | 2        | 0     |
| St. Mirren F. C. (cedido)     | Escocia    | 2020      | 2        | 0     |
| ÍA Akraness (cedido)          | Islandia   | 2020-2021 | 32       | 4     |
| Breiðablik UBK                | Islandia   | 2022      | 33       | 19    |
| Rosenborg BK                  | Noruega    | 2023-2024 | 21       | 7     |
| Breiðablik UBK (cedido)       | Islandia   | 2024      | 27       | 10    |
| Rosenborg BK                  | Noruega    | 2025      | 8        | 3     |
| Lyngby BK (cedido)            | Dinamarca  | 2025-     |          |       |